# Seznam základních uměleckých škol a jazykových škol v Brně

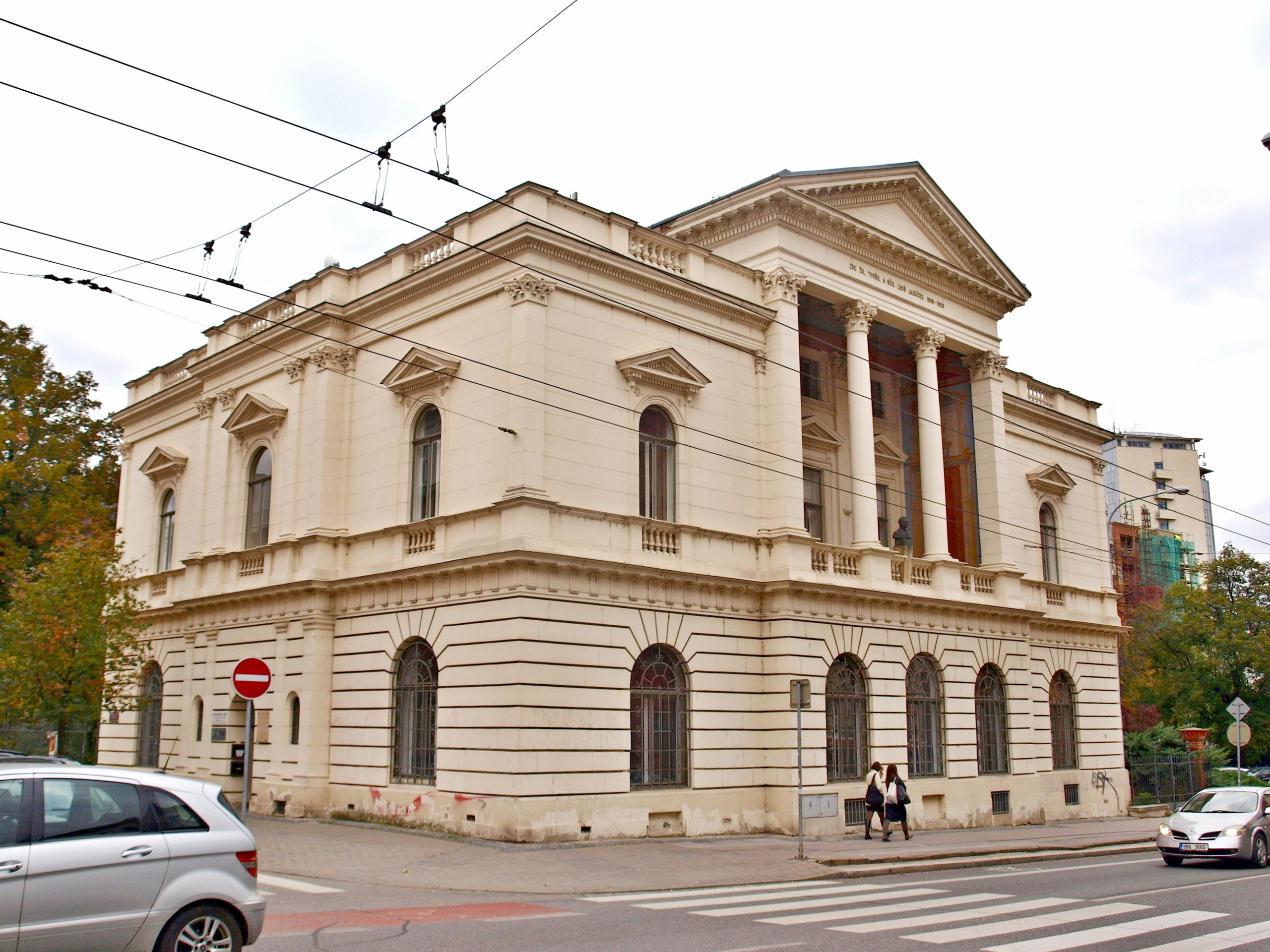
Základní umělecká škola varhanická Brno

Seznam základních uměleckých škol a jazykových škol v Brně uvádí přehled všech veřejných a soukromých základních uměleckých škol a jazykových škol s právem státní jazykové zkoušky v Brně. Je aktuální k březnu 2023 a obsahuje 22 položek.

## Veřejné základní umělecké školy
Zřizovatelem těchto škol je Jihomoravský kraj.
- Základní umělecká škola Vítězslavy Kaprálové Brno, Palackého třída 70
- Základní umělecká škola Brno, Slunná 11
- Základní umělecká škola Brno, Charbulova 84
- Základní umělecká škola Antonína Doležala, Brno, Trnkova 81
- Základní umělecká škola varhanická Brno, Smetanova 14
- Základní umělecká škola Brno, Veveří 133
- Základní umělecká škola Brno, Smetanova 8
- Základní umělecká škola Brno, Vranovská 41
- Základní umělecká škola Jaroslava Kvapila Brno, třída Kpt. Jaroše 24
- Základní umělecká škola PhDr. Zbyňka Mrkose, Brno, Došlíkova 48
- Základní umělecká škola F. Jílka Brno, Vídeňská 52

## Soukromé základní umělecké školy
- Soukromá základní umělecká škola R+P Bartůňkových, Herčíkova 17
- Soukromá základní umělecká škola Mgr. Radmily Chmelové, Ondrouškova 10
- Soukromá základní umělecká škola, A.R.K. Music, náměstí Míru 3
- Soukromá základní umělecká škola Universum, Kořenského 23b
- Základní umělecká škola Orchidea clasic, Jana Babáka 1
- Základní umělecká škola Pavla Křížkovského, Kristenova 27
- Gymnázium J. G. Mendela a jeho zařízení a Základní umělecká škola, Mendlovo náměstí 3
- Soukromá základní umělecká škola – Lídl Music, Vejrostova 1
- Základní umělecká škola Dětský sbor Brno, Rooseveltova 7

## Veřejné jazykové školy s právem státní jazykové zkoušky
Zřizovatelem těchto škol je Jihomoravský kraj.
- Jazyková škola s právem státní jazykové zkoušky Brno, Pionýrská 23

## Soukromé jazykové školy s právem státní jazykové zkoušky
- Jazyková škola s právem státní jazykové zkoušky Pelican, Lidická 9